# Piridina N-ossido
La piridina N-ossido è un composto eterociclico aromatico in cui l'eteroatomo è l'azoto. Inoltre l'azoto possiede una carica positiva perché he legato anche un atomo di ossigeno, carico negativamente (ammino ossido).

## Struttura e reattività
La piridina N-ossido ha una distribuzione elettronica diversa da quella della piridina. Pur essendo l'anello ancora disattivato (infatti, la reattività è simile a quella della piridina), l'orientamento nella sostituzione elettrofila aromatica è tuttavia diverso: le posizioni attaccate preferenzialmente sono la α e la γ.
Le piridine N-ossido sono sinteticamente molto importanti in quanto permettono di ottenere piridine γ-sostituite con ottime rese.

## Sintesi
La piridina N-ossido è, principalmente, il prodotto dell'ossidazione della piridina.
La sintesi chimica della piridina N-ossido avviene facendo reagire la piridina con un acido peracetico.

## Usi
Viene usato nella chimica agricola, infatti attira alcuni insetti e ne repelle altri. Inoltre è uno sterilizzante chimico.

## Indicazioni di sicurezza

### Interventi di primo soccorso
- Occhi: Causa irritazione. Sciaquare immediatamente e abbondantemente con acqua per almeno 15 minuti. Chiamare un medico.
- Pelle: Causa irritazione, può essere dannoso se assorbito dalla pelle. In caso di contatto, chiamare un medico e lavare con acqua la parte interessata eliminando vestiti ed accessori contaminati.
- Ingestione: Dannoso se ingerito, può causare irritazione del tratto digestivo. In caso di ingestione non provocare il vomito, chiamare immediatamente un medico e un centro intossicazioni.
- Inalazione: Causa irritazione del tratto respiratorio, può essere nocivo. In caso di inalazione di vapori, portare la vittima all'aria aperta, dare ossigeno in caso di respirazione difficoltosa. Non esercitare la respirazione bocca a bocca, chiamare un medico. È possibile indurre la respirazione artificiale con una maschera.

### Misure antincendio
Come in ogni altro incendio, nessun provvedimento particolare. È possibile usare acqua, spray, prodotti secchi, anidride carbonica e/o schiuma.

### Prodotti di decomposizione
Produce monossido di carbonio, ossido di azoto e anidride carbonica.

## Indicazioni di protezione

### Mezzi protettivi individuali
Guanti, respiratore, camice ed occhiali.

### Dispersione accidentale e stoccaggio
Usare l'attrezzatura adatta. Minimizzare la produzione di vapori o polveri.
Stoccare in un ambiente pulito, secco e fresco.